# Padre nostro/Noi ti lodiamo
Padre nostro / Noi ti lodiamo è il terzo singolo su 7" del Complesso gli Alleluia pubblicato nel 1968 dalla Edizioni Paoline.

## Tracce
Lato A
1. Padre nostro

Lato B
1. Noi ti lodiamo

## Credits
Scritto da: Giuseppe Scoponi, Marcello Giombini